# Angels and Demons
Angels and Demons è il sesto EP del rapper statunitense Trippie Redd in collaborazione con Lil Wop, pubblicato il 31 ottobre 2017 sulla piattaforma di streaming musicale SoundCloud.
L'EP è il primo progetto in cui Trippie e Wop sono presenti in ogni canzone, sebbene abbiano già lavorato in Lone WareWolf e Gave Her Soul Away nel terzo EP Rock the World, Trippie.

## Antefatti
Come affermato in un'intervista con PreciseEarz, il nome e la copertina del progetto derivano dai soprannomi dati rispettivamente a Trippie e Wop. Lil Wop viene chiamato più volte demone scherzosamente da Trippie e altri amici. Trippie invece rappresenta l'angelo poiché afferma che in tutta la sua vita ha sempre avuto a che fare col numero d'angelo 1400.

## Tracce
Testi di Trippie Redd e Lil Wop.
1. Like A Savage – 2:21 (musica: 4point0lehgo)
2. IN A DAZE – 2:25 (musica: Digital Nas)
3. Gave Her Soul Away – 2:12 (musica: Nikko Bunkin)
4. Gleam – 2:54 (musica: 4point0lehgo)
5. Too Long – 3:46 (musica: 4point0lehgo)

## Formazione

### Musicisti
- Trippie Redd – voce
- Lil Wop – voce

### Produzione
- 4point0lehgo – produzione
- Digital Nas – produzione
- Nikko Bunkin – produzione